# Aemi
Aemi (あえみ) est un prénom japonais féminin. Il semble rare.

## Écriture
Ce prénom peut s'écrire en hiragana et kanjis : あえ実 : les sons « a », « é » et « fruit ».
Il peut aussi s'écrire あえみ en hiragana seulement ou en kanjis seulement :
- 亜絵美 : sous (pour le son « a »), dessin et beauté ; semble être une écriture courante ;
- 明笑 : brillant et sourire ;
- 亜恵実 : sous (pour le son « a »), charité et fruit ;
- 亜恵美 : sous (pour le son « a «), charité et beauté ;
- 愛恵美 : amour, charité et beauté ;
- 安恵美 : calme, charité et beauté.